# Amr Ibn Lajs as-Saffar
Amr Ibn Lajs as-Saffar (840-902) – drugi władca dynastii Saffarydów władającej w Sistanie. Odziedziczył po swym bracie Jakubie wszystkie jego tytuły uzyskując dodatkowo tytuł gubernatora honorowego Bagdadu i miejsc świętych.
W początkowym okresie swego panowania, po kilku wypadach wojskowych, wojska Amra zajęły Chorasan. Jednakże kolejne działania spowodowały konflikt z inny lokalną dynastią - Samanidami. Wojska Saffarydów poniosły klęskę, a sam Amr został pojmany w dżungli niedaleko Balchu. Przewieziony do Bagdadu, gdzie został publicznie wwieziony na słoniu i następnie sekretnie zgładzony w roku 902. Po jego śmierci nastąpił upadek dynastii Saffarydów.